# Fédération suisse des sociétés d'aviron
La Fédération suisse d'aviron (en allemand : Schweizerischer Ruderverband ; acronyme : SRV-FSSA-FSSC) est une fédération regroupant les clubs d'aviron de Suisse et organisant les compétitions nationales d'aviron en Suisse et s'occupant de l'équipe suisse d'aviron.

La fédération suisse des sociétés d'aviron compte 53 athlètes de niveau international :
13 athlètes en U19
23 athlètes en U23
17 athlètes en Elite

La FSSA regroupe 73 clubs d'aviron.
L'aviron suisse a remporté 24 médailles aux jeux olympiques.   (voir la Suisse aux Jeux olympiques) 